# Parviz Kimiavi
Parviz Kemavi (persisch پرويز کيمياوی);(* 1939 in Teheran) ist ein iranischer Regisseur und Drehbuchautor und wichtiger Vertreter der iranischen Nouvelle Vague (persisch موج نوی سینمای ایرا).

## Leben
Kimiavi lernte das Filmhandwerk an der ENP und am IDHEC. Im Iran arbeitete er für den Staatlichen Sender NIRT (National Iranian Radio and Television) (persisch رادیو تلویزیون ملی ایران).

## Filmografie
- 1969: Die Hügel von Quettariye (Tappehaye qaytariyeh)
- 1988: Simone Weil
- 1988: Zourkhaneh: La maison de force
- 2004: Der ALTE MANN UND SEIN STEINGARTEN (Piremard va bagh-e sangi'ash)
- Iran ist mein Heimatland (Iran sara-ye man ast, 1999)
- Blue jean, Le, 1984
- Oswaldo Rodriguez 1983
- Portrait d'un jeune Tunisien, 1982
- Tranche, La, 1981
- OK Mister! ,1979
- Garten der Steine (Bagh-e Sangi, 1976)
- Die Mongolen (Mogholha, 1973)
- P wie Pelikan (P mesle pelican, 1972)
- Gowharshad Mosque Masjed-e gowharshad, 1971
- Bazar-e mashhad, 1970
- Bojnurd ta quchan, 1970
- Shiraz 70 (Shiraz-e 70, 1970)
- Oh Beschützer der Gazellen (Ya zamen-e ahu, 1970)

## Auszeichnungen und Festivals
Für Garten der Steine erhielt er in Berlin 1976 einen silbernen Bären.